# Campagnac (Tarn)
 Campagnac  es una población y comuna francesa, ubicada en la región de Mediodía-Pirineos, departamento de Tarn, en el distrito de Albi y cantón de Castelnau-de-Montmiral.

## Demografía
| 155 | 139 | 130 | 113 | 109 | 114 |
| Para los censos de 1962 a 1999 la población legal corresponde a la población sin duplicidades (Fuente: INSEE [Consultar]) |     |     |     |     |     |